# ザ!鉄腕!DASH!!
『ザ!鉄腕!DASH!!』（ザ・てつわんダッシュ、英語: THE TETSUWAN DASH）は、日本テレビ系列で放送されているバラエティ番組。略称は『DASH』『鉄腕DASH』など。

## 概要
TOKIOが「人間の限界」に挑戦する新しいタイプのバラエティとして、1995年11月2日に放送を開始した。当初は体を張った企画が多かったが、2000年代以降はDASH村などの長期企画が好評を博し、2014年のバラエティ年間平均視聴率ランキングでは首位を獲得している。また、2006年度「子供とメディアに関する意識調査」において、「親が子どもに見せたい番組」第10位に選出された。また、民放連から2010年5月14日・2011年春に発表されている「青少年に見てもらいたい番組」でも本番組が選出されている。
TOKIOの看板といえる番組であるが、後述のスタジオ収録廃止以降はスペシャルを除きTOKIOメンバーが揃って出演することは稀である。2010年代以降はTOKIOメンバーの加齢などから体力を一気に消費する企画（リレー対決など）は近年少なく、移動手段も自転車から乗用車を使うことが多くなった。また、行ったとしても距離が短くなっていたり、難易度もやや下げられている事が多く、一部の企画ではジャニーズ事務所所属の若手タレントが代役を務めることがある。
土曜ドラマでメンバー主演のドラマが放送されるときは番組内で宣伝することもある。なお、それ以外は一部の企画を除きゲスト枠・番宣枠が少なく、ほぼTOKIOのメンバーのみで成り立つ企画が多いのも当番組の特徴であったが、2018年の山口脱退（後述）と2021年の長瀬卒業後はジャニーズ事務所所属の後輩タレントがゲストまたはコーナーレギュラーとして加わることが多くなっており、コーナーによってはTOKIOメンバーが不在のまま進行するものもある。
ホームページ「DASH WEB」は今までに放送された内容の一部や未公開部分の写真（静止画）を多数公開している。かつてはジャニーズ事務所の肖像権管理の規制に配慮して、TOKIOのメンバーが写っている写真は公開されていなかったが、2018年以降はメンバーの写真も掲載されるようになった。
この番組には数々のやらせ疑惑が存在するが、2025年6月21日に長瀬が自身のInstagramで番組内でのやらせを仄めかす投稿を行っていた。

## 番組の歴史
1995年11月2日に木曜深夜枠で『鉄腕!DASH!!』のタイトルでの放送開始。当時は30分番組（放送時間23:25 - 23:55）で、日本たばこ産業（JT）の一社提供だった。初のTOKIOメインの本格バラエティでもある。司会は福澤朗と山口美江（1996年の芸能界引退に伴い、研ナオコに交替）で、当初はスタジオに観客を入れたトーク形式で進行されていた。この当時の収録は後楽園ホールで行っていた。なお、お笑い芸人以外の若手女性タレントを中心にゲストを招いていたこともある。また、一時期アシスタント役で本上まなみもレギュラー出演していた。深夜時代には途中でオープニングのロゴ映像が1回変更されている。1997年9月29日、新たな深夜番組レーベル『ZZZ』が誕生。当番組はそのうちの月曜日第1部枠（放送時間23:45 - 24:15）に移行し、1998年3月30日で深夜枠での放送を終了した。
1998年4月12日よりタイトルを現在の『ザ!鉄腕!DASH!!』に改め、日曜夜のゴールデンタイムに進出し放送時間も56分に拡大され、さらに半年後の同年10月18日放送分より58分へと拡大された。なお、TOKIOメンバーは1998年3月まで同じ時間にTBSテレビで放送されていた『さんまのSUPERからくりTV』に出演していた。
本番組のゴールデン進出に際し、本来は1997年にゴールデン進出が予定されていたが、ジャニーズ事務所の関係者が『さんまのSUPERからくりTV』の司会者である明石家さんまに対する恩義もあるため、1年遅らせて開始することをさんまに伝えていると、2014年10月15日に放送された『TOKIOカケル』（フジテレビほか）にさんまが出演した時にさんま本人から語られた。
深夜時代からスタジオでの公開収録も継続され、場所は麹町・日本テレビのGスタジオに移る。この頃はオープニングでTOKIOのメンバーが客席中央から入場してメンバーから1名が一言述べた後に福澤が「ザ!鉄腕!DASH!!、今夜もブイブイ行くぞー!!」とコールしてタイトルCGが表示されるくだりや、エンディングでメンバーが「ザ!鉄腕!」と言った後に出演者と観客全員で拳をあげながら「ダァーッシュ!!」と叫ぶ演出も見られた。しかし、2000年6月4日放送より始まった「DASH村」が軌道に乗り始め、番組を代表するメイン企画に定着し始めるとスタジオ収録が徐々に縮小され、週によっては上述のオープニングコールしかスタジオパートが無いという時もしばしば見られるようになった。結局2001年頃にスタジオ収録を廃止（同時に福澤と研も降板）し全編ロケ形式に変更となり、TOKIOのメンバーも全員が同時に出演する機会が減るようになった。2020年10月18日放送分から「輝け!第〇回DASHデミー賞」を年1～2回程度で実施する場合のみスタジオ収録が再開される様になった。第2回は2021年3月8日放送分、第3回は2021年12月14日放送分、第4回は2022年7月31日放送分で放送された。
2002年4月14日から日本テレビ系列フルネット28局（含：福井放送。以下略）では、事前枠『ザ!直前!DASH!!』を別途放送していた。
2007年2月4日放送分より地上デジタル放送で番組連動型のデータ放送を開始。ハイビジョン制作開始が他の番組より遅く他番組がハイビジョン制作が主流の中この番組は通常画質で制作されていたが、2009年9月6日放送分よりハイビジョン制作されるようになった。それ以前の2008年10月26日放送分から前述のサイドパネルのデザインに加えて企画ごとにサイドパネルのデザインが変更されるようになり、ハイビジョン移行後も通常画質（4:3）の映像の際は引き続きサイドパネルを使用する。日本テレビのプライムタイムで唯一字幕放送を実施していなかったが、2008年7月6日放送分より開始した。当初はリアルタイム字幕放送形式で行われており、後に2009年12月13日放送分から通常の字幕放送を実施している。
2008年3月をもって事前枠『ザ!直前!DASH!!』が廃止。また、2012年7月1日より、日本テレビの制作する部署が、情報エンターテインメント局から制作局へ移管した。2021年4月1日からTOKIOが株式会社ジャニーズ事務所傘下である株式会社TOKIOに所属する事になったが、番組エンディングで流れるエンドロールの製作協力欄はジャニーズ事務所のままであった。しかし、2023年10月17日付でジャニーズ事務所が株式会社SMILE-UP.に社名変更する事に伴い、2023年10月15日放送分までジャニーズ事務所が番組エンディングで流れるエンドロールの製作協力欄を担当した。
2019年現在、深夜時代を含めるとジャニーズ事務所所属タレントがレギュラー出演しているバラエティ番組では最も放送期間の長い番組である。2013年7月21日の放送で放送500回を達成した。
かつてはCS★日テレでも2000年9月25日まで同時ネット（地上波版の遅れネットを放映している沖縄県でもCS経由で同時ネットで視聴）された。
日本テレビの19時台の番組では唯一、1993年度以前の19時台前半の読売テレビ制作枠と後半の日本テレビ制作枠の名残からか、全編ネットワークセールスであり、途中スポットCMの挿入も行われない。
2025年6月20日、国分がコンプライアンス違反があったことを理由に無期限活動休止を発表し、当番組については降板を発表した。同年6月25日、同日付けでTOKIOを解散することを発表、当番組については解散後も継続する方針であることを日本テレビが明かした。

### 別枠スペシャル
1998年のゴールデン進出から1999年まで、春と秋の番組改編期に番組対抗スペシャル『スーパークイズスペシャル春は超人気番組大集合マジカル特命まる見えバラ珍DASHコラえて大辞テンGyu!っとメレンゲぐるぐる快傑おしゃれにヒッパレ!!』が放送された。
2013年から春と秋の番組改編期に番組対抗スペシャル『DASHでイッテQ!行列のできるしゃべくり 日テレ系人気番組No.1決定戦』が放送されている。
2016年10月16日の19:00 - 20:54には『世界の果てまでイッテQ!』とコラボレーションを行い、第1弾、初登場となる『DASH×イッテQ!はじめての交換留学2時間SP』が放送された。2018年3月25日19:00 - 20:54には第2弾、2年ぶり2回目となる『DASH×イッテQ!交換留学2時間SP』が放送された。
2022年12月4日、番組公式Twitterを開設。
2023年（令和5年）、日本のテレビ放送が開始から70年を迎えたため、NHKと民間テレビ局第1号の日本テレビが3月12日から19日までの一週間、『NHK×日テレコラボウィーク』（両局の人気番組同士が相互にコラボしあう企画）を展開。その初日の12日には、当番組と『ダーウィンが来た!』（当番組の後半30分枠で放送されている総合テレビの自然科学番組）のコラボ特番を編成。当番組からは、『DASH海岸』レギュラーでNHKの番組初出演の桝が、ダーウィン取材班とともに、伊豆諸島に押し寄せるクジラや数キロメートルに渡って海を埋め尽くすイワシの情報をキャッチしたり、複数のドローンを使った奇想天外なクジラ調査や、回遊魚の旅路を探る最新の科学分析の現場にも潜入する企画を放送した。

## 視聴率
ゴールデン進出後しばらくは視聴率が低迷していたが、DASH村企画が始まった2000年代はほとんどの回で15%以上を記録し、時には20%を超えることもあった。山口が降板して以降は視聴率がやや低下している。それでも1ケタ台まで下がることはほとんどなく、2022年現在は概ね10〜13%台で推移し、視聴率ランキングでは上位になることがほとんどである。
かつては、プロ野球のシーズン中は東京ドームでの巨人戦が優先されることが多いため、月1～2回の不安定な放送になることが多かったが、2007年以降は土休日主催試合のデーゲーム移行や中継自体のBS日テレ、日テレG+への移行が増加したことで、野球中継による休止が大幅に減少している。
1998年以降、毎年8月下旬頃には「24時間テレビ 「愛は地球を救う」」を放送するため放送を休止する。ただ後述のように24時間テレビ内で本番組の企画を行うこともある。
現在の番組最高視聴率は、2004年10月3日放送の2時間スペシャルで25.0%（ビデオリサーチ調べ、関東地区・世帯・リアルタイム）。過去最低は2019年10月20日放送の7.9%(同上)で、NHKの「ラグビーワールドカップ2019 日本対南アフリカ」の41.6%に敗れた。
2014年のバラエティ年間平均視聴率ランキングでは、この番組が平均視聴率18.4%で首位となった。

## 出演者

### メイン出演者
いずれも2025年6月22日まではTOKIOメンバーとして出演。
- 城島茂
- 松岡昌宏

### コーナー出演
- 草間リチャード敬太 （Aぇ!group）
  - 2019年春以降、DASH島で助っ人「草間（通称：リチャード）」として出演。2020年8月16日放送分からはDASH島以外の単発企画や0円食堂、グリル厄介にも出演。
- 森本慎太郎 （SixTONES）
  - 2019年冬より、DASH島で助っ人として参加していた。2020年2月2日放送分から新たな助っ人として紹介された。2021年以降はDASH島以外の単発企画やDASH村、グリル厄介、DASH巨大食堂にも出演。2022年からは遠征ロケ中心ながらDASH海岸にも参加するようになる。
- 岸優太
  - 新宿DASH（2020年4月以降）やDASH村（2021年3月以降）を中心に出演。岸は2023年5月23日にKing & Princeを脱退、同年9月30日にジャニーズ事務所を退所したが、退所後も出演を継続予定[注 12][11]。
- 横山裕 （SUPER EIGHT）
  - DASHバーガーに出演。元々グリル厄介やDASHデミー賞を中心に不定期出演しており、TOKIO以外のジャニーズとしては事実上レギュラーと言える岸、森本、リチャードの3人以外では飛び抜けて出演頻度が高く、事実上の準レギュラー的存在である。
- 松島聡 （timelesz）
  - DASHバーガーに出演。元々2023年10月以降、新宿DASHを中心に不定期で出演していた[注 13]。2024年3月17日放送分では出張DASH村に初出演。
- 松田元太（Travis Japan）
  - DASHバーガーや新宿DASHを中心に出演。初出演は2023年10月15日放送分。
- 藤原丈一郎 （なにわ男子）
- 桝太一 （元：日本テレビアナウンサー、2022年4月より同志社大学助教）
  - 日本テレビアナウンサー（当時）として2012年から不定期でDASH海岸にゲスト出演。 2018年5月からは降板した山口に代わる形でほぼ全ての回に出演。 なお他の番組の収録がある場合には休演するケースがある。2022年3月に日本テレビを退職したが、当企画には『研究者』として出演をすることを明言しており[12]、以降も継続して出演中。
- 木村尚（海洋環境専門家）
  - DASH海岸に出演しTOKIOに指導をする役目を持つ。
- 加藤英明
  - 静岡大学准教授。NPO法人静岡県カメ自然誌研究センター代表。グリル厄介に出演。
- 川上洋一（生物専門家）
  - 新宿DASHに出演。

### 不定期出演
- 二宮和也 （嵐）
  - 2018年8月から毎年8月頃に、新宿DASHに出演。「東京都内でカブトムシ探し」や「ベース基地で夏祭り」に参加する[注 14]。
- 村上信五 （SUPER EIGHT）
  - DASHご当地PR課や初モノ奪取を中心に不定期出演。
- 丸山隆平 （SUPER EIGHT）
  - DASH 0円食堂やDASH人脈食堂を中心に不定期出演。
- 井ノ原快彦（20th Century）
  - 2015年夏以降、出張DASH村やDASH0円食堂に不定期出演。
- 中丸雄一 （元：KAT-TUN）
  - 2018年5月以降、出張DASH村やDASH0円食堂に不定期出演。
- 坂本昌行 （20th Century）
  - 2019年5月以降、グリル厄介や初モノ奪取、DASHご当地PR課に不定期出演。
- 櫻井翔 （嵐）
  - 2021年1月1日以降、毎年元日スペシャルに出演。
- なにわ男子
  - 2021年10月31日以降、2名～3名が適宜不定期出演。

### 株式会社SMILE-UP.（旧ジャニーズ事務所）所属タレントのゲスト出演
- 東山紀之（少年隊）（2011年7月3日放送分・2011年7月10日放送分・2020年11月29日放送分）[注 15]
- 木村拓哉（元：SMAP)（2019年1月20日放送分）
- Coming Century（1999年9月5日放送分）
- 小山慶一郎（NEWS）（2016年8月21日放送分）
- 手越祐也（当時：NEWS）（2016年10月16日放送分・2018年3月25日放送分）[注 16]
- 安田章大（SUPER EIGHT）（2007年10月7日放送分）
- 大倉忠義（SUPER EIGHT）（2016年11月20日放送分）
- 伊野尾慧（Hey! Say! JUMP）（2021年2月28日放送分）
- 小島健（Aぇ!group / 関西ジュニア）（2023年7月16日放送分）

上記の通り、出演者の多くが株式会社SMILE-UP.（旧ジャニーズ事務所）所属タレントとなっている。また、女性ゲストが登場する例はゴールデン移行初期のスタジオゲストを除き極めて少ない。

### 過去の出演者

#### スタジオパート
- 福澤朗（1995年10月 - 2001年3月、2004年11月SP）
- 山口美江（1995年10月 - 1996年3月）
- 本上まなみ（1995年10月 - 1996年3月）
- 研ナオコ（1996年4月 - 2001年3月、2004年11月SP）

#### TOKIOのメンバー
- 国分太一（1995年10月 - 2025年6月、複数のコンプライアンス違反に伴う降板）[注 17]

#### TOKIOの元メンバー
両者とも降板後は姿は明確に映さないものの、過去の放送映像での声が流されることがある。また、TOKIO（特に城島）にとって節目となる出来事を番組内で取り上げる際を中心にごく稀に2人の姿がテロップ付きで流れる事例もある。また、2人のことをメンバーらが話題に出すなど、存在自体をなかったことにはしていない（特に山口のケースなどの場合は他の番組ではタブー扱いすることすらあるが、当番組では「5人でTOKIO」というメンバーや降板者抜きで語れない番組側の事情もある）。
- 山口達也（1995年10月 - 2018年4月、後述の不祥事に伴う降板）
- 長瀬智也（1995年10月 - 2021年3月）[13]

## 主なコーナー

### 現在のメイン企画
放送開始当初は実験・企画名の前にテーマ別の呼称があり「チャレンジDASH」（リレー対決など、力勝負が主のもの）・「クエスチョンDASH」（「○○で△△はできるか?」など実験過程等を放送するもの）などが存在しているが、ゴールデン進出後はこれらの区別をせず直接テーマを述べる形が多くなってきている。
企画の中には地方自治体や日本政府の各省庁とコラボレーションして共同展開しているプロジェクトもある。
DASH村
2000年6月4日の放送からスタート。「国土地理院発行の日本地図にDASHの文字を載せる」ことを目的として「DASH村」を作るという企画。詳しくは同項目を参照。
出張DASH村
東日本大震災によってDASH村がある福島県浪江町への立ち入りが制限されたことに伴う代替企画。いつかDASH村に戻ったときのために全国の農業の知識を生かしてさらに発展させるべく、TOKIO（存命時には師匠である三瓶明雄も同行）が全国の農家に出向き、テーマとなる1つの作物の収穫手伝いや、生産地ならではの食べ方を学ぶ。
DASH海岸
2009年4月12日放送分より開始。横浜市が所有する東京湾内の工業地帯にある入り江を借り受け渚の再生に挑む。DASH海岸での生態調査・作業の他に、他の海や河川に出向き、生態調査や渚づくりの参考にするための研究も行う。主に城島・山口が担当。山口はこの企画のために潜水士の資格を取得している。山口の降板後は代わりに同じく潜水士の資格を持ち、東京大学で海洋生物を研究していた桝アナをパートナーに迎えている。
なお、この企画は後に国土交通省から表彰を受けている。
DASHガレージ→DASHご当地PR課
昔なつかしいおもちゃを巨大化したものを自分たちで作り、実際に動くようにする。その後、ヘリコプターや竜巻を作るなど範囲を広げている。 現在はコーナー名は出されていないものの、「ペットボトルロケットの力でどこまで進めるか?」や「バルーンアートの船で海まで行けるか?」など機械系チャレンジ企画の1つとして残っている。
その後、市町村特産の製品を使い巨大なものを作るという趣旨が加わり、2014年4月13日からは「DASHご当地PR課」というコーナー名がついた。
過去の企画「ソーラーカー 一筆書きで日本一周」（後述）で活躍したソーラーカー、だん吉はこのDASHガレージでたびたび登場し、2011年12月4日放送分の「リストラロボットはクリスマスソングを演奏できるか!?」においてはロボット達の運搬を行う目的で日本一周達成以来1年7か月ぶりに登場した。
DASH島
2012年9月16日放送分よりスタートした企画。とある洋上にある無人島を5人がこれまで番組で得た知識・技術を結集して開拓し、島に「小さな日本」を作ることを目指す。
島の探索と並行して開拓を行っており、基地となる舟屋と井戸を結ぶ水路、トロッコの線路を敷設することに成功した他、製鉄を行うための反射炉を建設した。
DASH 0円食堂
2013年4月14日放送分よりスタートした企画（スタートに先立ち、2013年3月24日放送分で新企画が始まるという告知が行われた）。全国各地に存在するさまざまな名物やおいしいものの中には、出荷できないキズものや、食べられるかもしれないけど、普段なら捨てられてしまっている、そのような食材と過去の企画で培った経験を活かし、手間をかけ、おいしい料理に変身させる料理旅。
初回となる2013年4月14日は、番組プロデューサーから新企画を知らされ、総走行距離17万kmを越えた廃車寸前の工具メーカーの販売車だったトヨタ・クイックデリバリー100を、中古品で城島の手によって車内での調理作業が可能なキッチンカーに改造、その車で山梨（道の駅とよとみ）へ出向くシーンが放送された。
道の駅にて情報収集をし、その後食材探しを行う。撮影交渉及び食材を譲ってもらうための交渉は全て出演タレントに行ってもらう。また、商品として成り立たなくても加工して再利用ができる場合や自家利用として消費される場合はアウトとなる。そのため、相手がただの取材だと勘違いしてしまうケースや、商品にならない物を持って行くのはかわいそうだからという理由で商品用の物を持たされる場合もあるが、全て断らなければならない。
食材調達後は、原則として、調理器具や調味料を完備した前述のキッチンカーで調理を行う。料理完成後は、食材を提供してくれた方とともに試食する（例外あり）。
日本一周目は東京から東へ進み沖縄へ、二週目は東京から北へ向かい北海道へ進み、現在は関東を中心に行っている。また、日本縦横断時のスペシャルや、現在の関東中心にチャレンジする回ではジャニーズの後輩を始めゲストとともに食材探しを行う。2020年3月15日分(群馬県太田市)を最後に一時中断し、人脈食堂に引き継がれたが、2022年1月30日放送分より再開。2023年1月1日放送分で、コーナー初の海外ロケ（ 台湾）を実施。
新宿DASH
2016年8月7日放送分より開始。大都会の中心部である新宿区に残る神田川や森などの自然に生物を呼び戻し、最終的に人と自然が共存できる都市にすることを目指す。拠点として高田馬場駅のそばにある東京富士大学の屋上に畑やビオトープを作成。その他新宿近辺の生物調査なども行っている。
グリル厄介
2017年3月19日放送分より開始。外来種や日本の在来種であっても環境の脅威になっている繁殖し過ぎた生物を捕獲し、プロのシェフに調理してもらい実食し、食糧としての活用法を示すことで在来種保護に貢献する企画。前身として、「DASH海岸」にて多摩川の調査の一環でライギョの捕獲・調理が行われた。
その後は海洋生物の異常繁殖に着目し、一般的に流通しないこれらを調理して需要を作る目的も兼ねる。2019年3月24日放送分からは新たに「厄介者養殖計画」が始動。ムラサキウニを捕獲後生簀に移し、「捨ててしまう春キャベツ」をエサにすることで身の詰まったウニにして商品価値を生み出すことに挑戦する。
初モノ奪取
「初物を食べると寿命が75日伸びる」という俗説を元に、「75日ごとに初物を食べ続けれ理論上不老不死になれる」ということからさまざまな「初物」の収穫現場に城島が出向き、初物を食べて寿命を延ばすことに挑む。
DASH巨大食堂
2021年10月24日放送分より開始。食糧危機に備え、大味として敬遠されがちな巨大生物を食材として活かそうと捕獲を目指す。
消えゆく郷土の味を再発見 DASHメシ遺産
2022年9月18日放送分から始まり、農林水産省に未掲載の郷土料理リストに掲載する為、帰りの船や飛行機の関係で制限時間7時間で未踏の地でTOKIOも知らない地元の郷土メシを捜索したり、未だ見ぬ絶景を伝える内容。

### 単発・不定期企画
TOKIO VS 100人の刑事
スペシャル版のみの企画で、個人用ビーコンを使用した大規模鬼ごっこを行う。元警視庁マル暴課の刑事・二戸昭吾率いる100人の一般応募で選ばれた刑事が、制限時間内にTOKIOのメンバー全員（第4回のみ長瀬を除く4人）の逮捕を目指す。TOKIOメンバーはビーコンで刑事の接近を察知できるが逃げられる範囲は東京23区内からランダムに選ばれた5区、島の中だけなどと限られている。これまで過去8回戦って2007年10月7日のスペシャルの時点では全てTOKIO側が勝っていたが、2008年9月28日のスペシャルで初の敗北を喫した。
第1・2回の舞台は東京23区内。制限時間内にTOKIO全員を逮捕できれば刑事の勝ち、1人でも逃げ切ればTOKIOの勝ちとなる。第1回は山口達也が、第2回は国分太一が逃げ切りTOKIOの勝利となった。
第3・4・6・7回では上記企画に缶けりの要素を加えたもので、指定された区域内に10-23個設置された缶のうち5個を制限時間内に蹴るルールで行われた。缶が設置されたのは東京23区（第3・4回）、山手線の内側（第6回）、京都市内（第7回）である。移動手段は公共交通機関及び徒歩のみ。タクシーは原則として使用禁止であった。逮捕されたメンバーがいた際、まだ逮捕されていないメンバーが缶を蹴れば逮捕されたメンバーは釈放される。第6回にはジャッキー・チェンがTOKIOの助っ人として登場し、第7回には関ジャニ∞のうち5人が刑事の助っ人として登場した。
第5回の舞台は愛知県三河湾の篠島。TOKIOメンバーは刑事に捕まらないようにこの島を脱出する。TOKIOは1人でも制限時間内にこの島を脱出できれば勝ちとなるが、誰も脱出できずに全員捕まってしまうと負けとなる。結果は国分が造船所の船で島を脱出し、TOKIOの勝利となった。
第8回の舞台は東京。この回では5つのアヒル人形を都内10か所に設置されてある巣に入れる。TOKIOが3つ巣に入れればTOKIOの勝ち、人形を3つ奪われるとTOKIOの負けとなる。なおアヒル人形にはGPS機能が搭載されており、巣から半径300mに近づくと二戸の携帯に居場所が発信される。他の回と違って、この回はTOKIOを捕まえるルールは無い。結果は5つ目のアヒルをとしまえんの巣に戻そうとしたTOKIOの行動を二戸が読みきり、予め隠れていた100人刑事全員に取り囲まれあえなくアヒルを奪われ、初めてTOKIOの負けとなった。なお、この企画から派生した企画も一度だけ放送された（後述）。
しばらく行われていないが、派生企画として「時刻表刑事（下記参照）」「ハートビートスパイ」などがある。また、「5人の芸能人プレイヤーVS市民ポリス」「ビーコンを使用した逃走」「町からの脱出」というフォーマットを利用した企画「エスケーパー」がサタデーバリューフィーバー内で放送された。
どこまで行けるかシリーズ
ある制約の元、主に移動できる距離や目的地への到達をメンバー各個またはチーム単位で競う。
「24時間各駅停車でどこまで行けるか」など時間を単位にする場合や、「ラジオのリクエスト曲でどこまで行けるか」「停まらずにどこまで行けるか」「自転車を漕がずに海まで行けるか」「右折だけで目的地にたどり着けるか」など一定の条件下で競うものがある。また、「3000歩で海外に行けるか」では当時のサラリーマンが通勤時に歩く歩数であることから3000歩に設定されて以降「3000」という数字にこだわり、「3000円でどこまで行けるか」「3000歩で日本に帰れるか」「3000コギで海まで行けるか」「3000円で露天風呂いくつ入れるか」「すべての道はローマに通ず 3000歩でローマに着けるか」などが企画された。1999年9月5日放送分では山口・国分の2人を相手に後輩であるV6のComing Century（カミセン）より森田剛、三宅健、岡田准一の3人が参戦し、TOKIOの2人との個人戦を行った。
2021年3月28日放送回（この回が長瀬最後の出演回となり、またTOKIOも翌4月から株式会社を立ち上げる大きな区切りとなる）では11年ぶりに「TOKIOは3000歩で全員集合できるか?」として、城島・国分・松岡が関東近郊のDASH思い出の地からチェックポイントを通過し、番組初回収録の地である後楽園ホールを目指すことに挑戦。また、長瀬は城島の指令により、10年ぶりの登場となる「だん吉」を修理し花見会場まで向かう（ただし、車検が切れていたため修理のみ）ことに挑戦した。
リレー対決!○○ VS TOKIOシリーズ
TOKIOのメンバー5人がリレーでさまざまな物と対決する。過去に放送されたものは、花火・セスナ機・ポルシェ・ボート・ライフル射撃・多摩都市モノレール・水上バス・流しそうめんなど。
その中で一番多く放送されたのが列車との対決。TOKIOのメンバー5人がリレーで1本の列車と競争する。当初は俊足の山口か長瀬がアンカーを務めていたが、特別コーチの井上悟は敢えて最も遅い城島にアンカーを任せて、これが後に成功する。
鶴見線・相模線（2回）中央線（2回）・ハワイ「サトウキビ列車」を皮切りにゴールデン進出時に初回から3週連続で「東京5大路線の始発電車に挑む」と称して宇都宮線（東大宮駅）、常磐線（我孫子駅）、中央線（西八王子駅）で対決したが残る東海道線と総武線は結局放送されなかった。その後、阪神電気鉄道（3回、内1回はザ!鉄腕!DASH!!20周年企画）の阪神5500系電車（通称「ジェットカー」）・阪神5700系電車（通称「ジェット・シルバー5700」）や山形新幹線「つばさ」（奥羽本線天童駅）、特急「とかち」とも対決している。なお江ノ電、新交通ゆりかもめ（自転車）、大井川鉄道（自転車）とも対決した（番外：東武東上線）。
移動手段別対決シリーズ
異なる移動手段を用いて目的地に早く到達するのを競う。
主に公共交通機関vs自転車などさまざまな特殊運送手段にて競う。初期は自転車（「山男」山口）が相手であったが、後に活魚輸送や冷蔵車などの特定の運送トラックが中心となっている。公共交通は運行本数が少ない所が選ばれ、運送トラックは数箇所の配送先を廻ってからゴールとなるなど双方にハンデが設定されている。また、この変形として過去には市川森一が箱根で生まれて初めてパソコンをセッティングしてメールを送信するのと同じ内容の手紙を山口が東京まで運ぶのとどちらが早いかというのがあった（送った相手は竹下景子）。
教習・訓練企画
いざと言う時のため・もしもの時のために、TOKIOが体を張って対処法を学ぶ。番組初期の1999年に行われた「初めての路上教習 車いすで大都会を進め!!」から、2008年に放送された「水難強化訓練」など定期的に放送されている。また、このシリーズから下記の「愛犬子育て教習」がレギュラー化された。
DASH愛犬子育て教習
飼い主の言うことを聞かない犬を調教する「ダメ犬克服大作戦」と太り過ぎた犬をダイエットさせるという「デブ犬克服大作戦」があり、愛犬家の山口らがドッグトレーナーと共に飼い犬の問題点を改善していく。その他にも飼い犬との初めての旅行に挑戦する企画や、海外の犬事情などのレポートも合わせて放送される。以前はシリーズで数回放送されていたが、現在は年始スペシャルでの放送が主となっているものの、2020年現在は放送されていない。
城島茂改造計画
メンバー最年長の城島の老化防止のためにさまざまなエステや運動を行う。
おばあちゃんの実家に里帰りできるか?
田舎のおばあちゃんに会うため、最寄の駅から孫が限られたお金で公衆電話のみを使っておばあちゃんと連絡を取りあいながら無事におばあちゃんの実家にたどり着けるかというもの。かつては頻繁にロケを行っておりDASH村開始以降は放送されていなかったが、2007年に一度だけ放送されている。
謎の道具の正体をつきとめろ!!・歴史探偵～昭和の映像から現在の場所を探し出せるか!?
クイズ形式で、荒俣宏が出題する。「謎の道具」は、浅草を舞台に、昔使用されていた道具の利用法を、その利用法を知っている人を探しながら当てるものである。「歴史探偵」は昭和の映像をヒントに、昔の写真に写っている場所がどこであるか探して訪ねるというものである。
ご当地腕比べ
全国各地で行われているユニーク競技にTOKIOのメンバーが挑戦する。
水鉄砲合戦
城下町を舞台に、TOKIOチームの「鉄腕軍」3人が兵士に扮した地元住民チーム数人と水鉄砲で戦う。水鉄砲の形状は自由だが、水の補充は禁止。参加者は全員、水に濡れると色の変わる紙でできたゼッケンを着用し、水ではっきり濡れたことがわかるとアウトとなる。鉄腕軍に限り団扇を楯代わりに使用できる。鉄腕軍はチェックポイントにある、ゼッケンと同質の紙の旗を濡らせばクリアとなり、失格となっていたメンバーは復帰でき、給水も認められる。城を含めて全部で3つチェックポイントがあり、城の前にあるゴールの旗を濡らせば鉄腕軍の勝利となる。1回目の舞台は長崎県島原市島原城（鉄腕軍の勝利）、2回目は福井県大野市越前大野城（鉄腕軍の勝利）、3回目は山形県上山市上山城（地元住民チームの勝利）。第4回は、長野県松本市松本城が舞台で、地元チームの助っ人として、ジャッキー・チェン率いるジャッキー軍団と戦った。鉄腕軍は第2チェックポイントで1度全滅。ジャッキーの計らいで第3チェックポイントも行うことになったが、再び全滅。第5回は京都府京都市伏見区伏見桃山城が舞台で、第2チェックポイントには元日本代表、現京都サンガF.C.コーチの森岡隆三も地元軍として参戦。結果は鉄腕軍の勝利。第6回は、初の海外編としてタイで行われ、最終チェックポイントでは、タイのニューハーフコンテストで世界一に選ばれた縁から、はるな愛が地元軍側で参戦。結果は鉄腕軍の勝利。ここまでの戦跡は、鉄腕軍の4勝2敗。2017年現在、第6回を最後にこの企画は一度も行われていない。
Mr.パーフェクト東山紀之にTOKIOは勝てるか!?
2011年7月3日に前編、同10日に後編の計2回に分けて放送。TOKIOの先輩、少年隊・東山紀之が番組に参戦し、山口と国分のペアを相手に「動物との50m走」、「洗濯物早だたみ」など計9つの競技で対戦し、その勝敗数で勝敗を決めるというものである。なお、この勝負は5勝4敗でTOKIOチームが勝利している。なお、2012年7月22日放送分では東山が城島と山口の2人を相手に「豚ロディオ」、「衣装早着替え」など計5つの競技で対決し、引き分けだった3回目の競技を除き3対1でTOKIOチームが勝利している。
DASH遺産
後継者不足や時代の変化などで消えつつある日本の伝統文化、「古き良きもの」を自分達の手で伝えていこうという趣旨から、2012年8月5日放送分より開始された新企画。TOKIOのメンバーが1～2人で全国各地へ出向き、その伝統文化に触れていく。なお、初回の2012年8月5日放送分では田中美佐子が、同年9月9日放送分では具志堅用高がそれぞれ出演し、TOKIOと一緒に地域の伝統文化に触れている。
道草を食いながらどこまで行けるか?
2011年4月17日放送分よりスタートした、「ソーラーカー 一筆書きで日本一周」に続く日本全国を旅する長期企画。長瀬と国分が馬と共に旅をする。馬は道端に自生している野草を食べながら旅を進めていく。最初の回は長瀬が北海道函館市で出会った道産子という種類の馬に「道子」と名づける。一方、国分は沖縄県与那国島で出会った与那国馬という馬に「キョンタ」と名づける。その後、長瀬が出会った馬、道子と共に北海道からスタートした。なお、2012年4月以降は一度も放送されていない。
輝け!第〇回DASHデミー賞(〇は放送回数)
2020年10月18日放送分から年1～2回程度で開始し、あの名物やあの人々をTOKIOが勝手にノミネートして敢えて今讃える企画。この企画を実施する場合のみスタジオ収録が再開される様になった。第2回は2021年3月8日放送分、第3回は2021年12月14日放送分、第4回は2022年7月31日放送分で放送された。
DASH緊急PR課
2020年4月12日放送分より開始。2019新型コロナウイルスの影響で所々に出回るはずだった飲食料品をあらゆる方法で活用していく。初回と2回目のゲストにKAT-TUNの中丸雄一を招き、「グリル厄介」に出演したシェフにレシピを作成してもらい調理する。
DASH人脈食堂
2020年7月5日放送分より開始。コロナウイルスの影響でロケに出られない「0円食堂」に代わる一時的な企画。TOKIOが番組25年のなかで出会った「食」の人脈を生かすという企画。ゲスト（主にジャニーズ事務所の所属タレント）にメニューの注文を聞き、「0円食堂」などで出会った人たちから食材を前払いで購入し、調理する。食材の配達には番組スポンサーのヤマト運輸が配達に当たる場合がある。キッチンカーに至っては、0円食堂の台所部分に掲げられた「0円食堂」の「0円」を「人脈」に塗り替えて使用している。完成後はジャニーズ事務所の若手タレントがゲストの元に届け、調理を担当したメンバーとともに食す。

### 過去に放送されたもの
つれたか丸
2001年11月25日の放送からスタート。釣り好きの長瀬が捨てられていた漁船「つれたか丸」を拾い格安のエンジンを購入し修復、小型船舶操縦者免許も取得して2002年7月14日の放送から漁に出る。本マグロを釣り上げることが目標で、これまでに長瀬が釣り上げた魚で最大のものはカジキマグロ。マグロの漁期は限られているため年間の放送回数は少なく、2006年に限っては1回しか放送されなかった。2008年になって番組ホームページのトップページからのリンクが消えた。また、その後のロケで（「ご当地バイト」など）で、特に漁師町を訪れるロケに長瀬が帯同している際、住民から「つれたか丸どうなったの?」と聞かれる事も度々あったのだが、近年、長瀬自身がこれに対する返答として「終わっちゃったんだよ」と発言する事がある。
茂子の節約家族
2003年6月29日の放送からスタート。夫と別れ、都会の一戸建てで小学生の息子と暮らす茂子（城島）が低コストの生活をおくる。基本的には茂子と息子のみの出演だが、他のメンバーが出演することもある。
茂子は「節約家族 1日いくらで過ごせるか!?」（2000年2月27日放送）で初登場。その後長瀬扮する智也パパと同コーナーで2度対決し勝利した。
当初は息子役が2人いたが途中で2人共役が交代しており、2011年5月1日放送分では濱田龍臣が、同年8月中旬頃から鈴木福が新たに息子役となると共に人数も1人となっている。なお、2012年6月3日放送分では当企画初の娘として熊田聖亜が出演し、同年6月17日放送の当番組2時間スペシャルでは鈴木福が約9か月ぶりに息子役として出演している。また総集編回のベース企画として、茂子の奮闘にこれまでのTOKIOの奮闘を重ね合わせる形で過去のVTRを紹介する事もあった。
上述2012年の放送を最後にコーナーは途絶えていたが、2019年9月29日放送分において、当コーナーのロケで使っていた一戸建てが老朽化しコーナー継続が不可能になったため、この時の放送を最後に打ち切りとしていたことが明かされた。
DUCKET（ダケット）
山口、国分をメインに宇宙を目指したロケットを製作する。紙を中心とした素材で製作し、高度数十m程度まで到達した。さらに、このロケットで打ち上げ花火を間近で撮影しようという企画も放送され、成功している。
DASH音楽隊
山口や城島がいろいろな物をたたく音や動物の鳴き声などで各音階をそろえ、録音したものを編集して曲にする。
DASHサスペンス劇場
サスペンスドラマ仕立てで、特定のルールの下、逃走する犯人役のメンバーに対し刑事役のメンバーが追う企画。犯人役は主に城島や長瀬が務め、先輩刑事役の達也や新人刑事役の太一が刑事役となる。また、デカ長として誠直也、先輩刑事として宇梶剛士も刑事側に加わる。 タイトルクレジットはかつて同系列で放送されていた「火曜サスペンス劇場」のオープニングのパロディであり、BGM、CG映像はほぼ同じものが使用されていた。また、派生企画として「時刻表刑事」も放送された。
流れ板松岡 VS エプロン城島 節約料理対決
料理の技術と味に定評のある「流れ板松岡」と、倹約術には長けているが当時はまだ料理の腕が未熟だった「エプロン城島」の2人が、指定された予算内で食材を購入し料理を作る対決企画。「300円でお弁当を作れるか?」から始まり、「1000円で懐石御膳を作れるか?」「定番メニューを作れるか?」などが行われた。
ストリートミュージシャン列伝
番組初期から続いた企画。深夜時代には「一晩でいくら稼げるか?」に始まり1997年には半年かけて沖縄から北海道まで稼いだ金で移動し、北海道で玉置浩二に会うことをゴールに設定して放送された。
ゴールデン進出後には城島、山口、国分が正体を隠してストリートミュージシャンに扮し集めたお金でCDの製作を目指す。東京・福岡・横浜の夜の街中で敢行しそこで集めた金でスタジオを借りてレコーディング、制作されたCDは実際にインディーズショップで販売された。
曲は1.「君ともう一度…」（作：国分） 2.「日本人!」（作：山口） 3.「今日もいい一日」（作：城島）である。
正体を隠していた時の名前はハデ・ヘンドリックス（城島）、デーブス・ブラウン（山口）、チョビット・フォスター（国分）である。
その後、このユニットの曲の中で『日本人!』が城島演じる「ハーロー城島」の企画のテーマ曲になった。
ぴんく
上記のストリートミュージシャン列伝に不参加だった松岡と長瀬が、「自分たちもバンドを結成しよう」と忌野清志郎に協力を依頼。メンバー構成は長瀬がボーカル兼ギター、松岡がベース、清志郎がギター、グリコこと富岡義広がドラム。バンド名を「ぴんく」にして全員覆面を被り、オリジナル曲が「何度も夢の中でくり返すラブ・ソング」と「Sweet Lovin'」の2曲しかない状態で、FM福岡主催の「ガンガン・コンテスト」に出場した。1回戦を難なく勝ち抜き、準決勝へと駒を進めたが、一部の観客は妙な反応を示し出していた。準決勝では、ギター一本で「心」を歌うマルツカ道と対戦。ぴんくの演奏中は1回戦と同様、何かを怪しむような反応を見せていた。ぴんくはマルツカ道の力強い歌に負けを確信していたが、結果はぴんくの勝利で決勝へと駒を進めた。が、メンバーは素直に勝利を喜べず、控室へ戻った後も長い沈黙が続いたが、松岡の「大人になろう」という一言で練習を再開した。そして決勝戦では、実力ナンバーワン優勝候補のTHE WONDER SOUL STYLEと対戦。すでに観客全員にぴんくがTOKIOであることがバレつつあったが、結果はTHE WONDER SOUL STYLEの優勝で企画は終了した。その後、準決勝で対戦したマルツカ道はぴんくの正体がTOKIOであることを知り、ぴんくとの再戦を願っていた。
渋滞の高速道路に自転車長瀬は勝てるか!?
1999年まで毎年ゴールデンウィーク、お盆、お正月にやっており城島が運転する車が高速道路を走り長瀬がそれと並行する一般道路を自転車で走るという企画。1996年から行われ距離は初めは75～150kmとバラバラであったが、97年GW時の対決以降は100kmに統一された。いつも城島チームが勝利を収め長瀬は悔し涙を流していたが、1997年5月15日の放送で遂に長瀬の自転車が勝利した。この企画はその他に「自転車 VS 各駅停車」（快速列車も利用不可）「自転車 VS モーターボート」もあり、前述の「移動手段別対決シリーズ」として定着。
乾電池で電車はどこまで走れるか?
「乾電池はどれだけのパワーがあるの?」と題して江ノ電の車両を乾電池6,000個で動かすことに成功。続編として9,000個を使って銚子電鉄の車両を2.2km走らせることに成功した（銚子電鉄の架線電圧は600Vであるので400本の乾電池を直列に接続したものを15ユニット並列に並べたと推定される）。
夢のホームランボールをキャッチ
東京ドームの外野席で観戦しながら飛んでくるホームランボールをキャッチする企画。ライト席には巨人ファンの山口、レフト席はビジターチームファンとして国分、センターバックスクリーン付近には中立の城島がスタンバイしホームランを待った。実際にはその試合では両チームともホームランは乱れ飛んだが、キャッチすることはできなかった。2008年には巨人のキャンプ地であるサンマリンスタジアム宮崎で行ったが、ホームランが飛んでこなかった。
恐竜発掘プロジェクト
城島と国分が専門家と共に行動して恐竜の化石の発掘を目指す。福島県内で収録され、約半年間かけて見事に首長竜の化石を発掘。発掘した化石はいわき市に寄贈され、現在は市内の博物館に展示されている。屈指の長期企画の1つ。
なぞなぞ鑑識課
国分らが警察の鑑識に扮し、科学的な謎を解明する実験を行う。無重力空間に浮いた水の中で金魚が泳ぐことができるか、雨をスクリーンに映像を映せるかなど。
1枚の写真で送り主を探し出せるか?
番組宛に送られてきた写真で、郵便局で押された消印や写真の後ろに写っている風景などから送り主を探し当てる企画。
超人列伝シリーズ
詳しくは元日特番の項を参照。
ソーラーカー 一筆書きで日本一周
2001年11月18日放送からスタート。当初は「自分たちの手でソーラーカーは作れるか」をテーマに、山口と松岡が中古車オークションでダイハツ・ハイゼット（8代目モデル）を落札し、自分たちの手でソーラーカーに改造し走行に成功。その後「公道を走れるか（車検に合格するよう改造）」→「海まで行けるか（都庁前から晴海埠頭を目指す）」と進み、ついに日本一周へ挑戦となった。また、落札した際に松岡が「だん吉とかどう?」と言ったことから自然に「だん吉」という呼び名が浸透した。
2002年11月24日の放送で「海まで行けるか」終了地点の晴海埠頭からスタート。原則として、メンバーが2人一組で運転して、日本列島の外周を反時計回りに進み日本一周をめざす。
走行距離1000キロを達成するごとに記念撮影をしている。また日本一周が目標であり当初は運転してゆくのみで、1日の走行距離が100kmを超えることが多かったが、次第に通りかかった地域を寄り道することが多くなり、その地域にある名所や行事・特産物・料理なども紹介する旅企画の要素も含まれた。
TOKIOのメンバーがスケジュールの都合で乗れないときは、地元の視聴者が応援ドライバーとして参加した。
このソーラーカーの元となった車は過去に失業を繰り返してようやく安住の地を番組で得たことが番組HP内に書かれている。
だん吉の基本性能については番組側からの公表は一切されていない。そのため外部からの電源供給や交換を行わず、搭載の太陽電池パネルからの充電のみでだん吉が走行しているかどうかは明らかではない。
本土だけでなく淡路島や石垣島などの主要な離島、果ては一般の旅行者でも渡島が困難とされる伊豆諸島の青ヶ島でもロケを行っている。その一方栃木・群馬・埼玉・山梨・長野・岐阜・滋賀・奈良の海に面していない内陸県は通過できない仕組みである。また利島はメンバーが番組内で渡島を口にしたものの結局放映はされず、当地でロケが行われたかも定かではない。
2010年4月11日放送分で、TOKIOメンバー5人で、スタート地点の東京・晴海にゴールした。全走行距離は17,704kmであった。
世界一うまいラーメンつくれるか
2014年4月27日放送分からスタートした企画。TOKIOの結成20周年を機に、番組で培った技術や経験を活かし、「世界一うまいラーメン」をつくることを目指す。福島県内の休耕地を再生して小麦を栽培することから始め、麺・スープ（醤油ベース）・具材など、メンバーがこだわり抜いた食材を調達し、自ら調理する。麺は、城島が竹を使った製麺法を修業して作っていた。閉店したとあるラーメン店を制作拠点とし、ラーメン店「せたが屋」店主の前島司がアドバイザーを務める。
企画最終回の2016年3月20日放送分にて、「TOKIOの中では世界一」というラーメンが完成し、前島をはじめとするプロや一般人による試食で「うまい」という評価を得た。しかし、一杯当たりの原価が630円で、売価にすると2000円にもなってしまうことから、「1000円以内であの味を出せる街のラーメン屋はすごい。日本のラーメン屋さんは世界一」という結論となった。
ご当地DASH!!
不定期企画として放送されている「ご当地食材で○○作れるか」「○○いくつ食べられるか」「○○いくつ回れるか」「○○いくつ探せるか」シリーズなどの、番組ホームページにおける総称。TOKIOのメンバー1人とゲスト1人がチームを組み、2人ずつの2チームまたは3チームに分かれて1日で目的のものを数多く探すことを競う。ただし、企画によってはTOKIOのメンバーのみで取り組むこともある。扱われたテーマは寿司ネタや駅弁、流れるプール、露天風呂、中華まん、鍋料理など。
DASH!!ご当地バイト
2012年7月1日放送分より開始。日本が世界に誇る、日本ならではの仕事を未来に残したいという趣旨から、過去の全企画を通してさまざまなことを経験したTOKIOのメンバーが全国各地へ出向き、さまざまな仕事をお代（給料）なしで手伝う。手伝い終了後には給料の代わりとして携わっている人しか食べられない「まかない飯」を頂く。前身コーナーとして「派遣!DASH!!」の名で放送されていた。
DASHなんの日調査隊
2015年5月17日放送分より低頻度で行われている。その日に定められた記念日にちなんだことを、実際に自分たちの手でできるのか挑戦する。
ザ!レストア!DASH!!
2016年5月29日放送分より開始。使わなくなったものを修理しそれを人のために役に立たせるという企画。
ジョハリの窓
木曜深夜時代に行われていた企画。
1人の女性をTOKIOが取り囲み、その人の職業などを9つの選択肢から当てる推理クイズ企画。
前半は1人ずつ公開で質問し、福澤アナがその質問に「答えるべきか、答えてはいけないか」指示を出す。それが終わったら中間回答を行う。
後半は1人ずつ耳打ちで質問する。その際、答えとして「質問した本人にしか分からない合言葉」を決めておくのが恒例になっていた。そして、全員の質問が終わったら最終回答を各自発表、それを受けて正解が発表される。
俺たちのDASHカレー
2018年5月20日放送分より開始。「世界一うまいラーメンつくれるか」に続く「究極の料理」企画第2弾。ラーメンと同じく国民食である「カレーライス」をスパイスを含め一から手作りすることに挑戦する。山口の緊急降板後、4人体制になってから始動した最初の企画。2020年3月29日放送分で完成した。

その他1、2回の単発で放送され、総集編では取り上げられなかったマイナーな企画や次週予告では放送されたものの結局放送されなかった企画も多数ある。

## 番組の不祥事、出来事等
- 2003年1月19日に、DASH村内で番組スタッフの不手際により、村役場が火災で全焼する事件が発生した。詳細はDASH村#火災を参照のこと。
- 自転車リレー対決の企画で、以下の問題点が発覚した。
  - 2005年6月19日の放送分で江ノ島電鉄の車両と競争する企画にて道路を無許可で使用していたことが現地の住民から指摘され、プロデューサー2人が道路交通法違反で神奈川県警から横浜地検に書類送検されていたことが判明[20]。当企画は同年5月10日に撮影されていた。
  - 2007年1月21日の放送分で、ゆりかもめの車両と競争する企画にて撮影されたゆりかもめの車両（車体の先頭に書かれた番号）がたびたび変わっていた[21]。つまり、同一の車両で競争が行われていないことになる。ただし、競争自体はしていたので、厳密に言う所のやらせではない。
- 2011年3月11日に発生した東日本大震災による福島第一原子力発電所事故の影響で、DASH村の所在地である福島県双葉郡浪江町津島地区が計画的避難区域となったために、同村でのロケを中断せざるを得なくなり、4月24日、番組がこれまで非公表としてきた同村の所在地を公表した（2013年4月1日以降は帰還困難区域となった）。なお震災当日もDASH村では城島・山口らがロケを行っており、甕や雨樋の製作を行っていたが、その時のテープは長らくお蔵入り状態となっていた。しかし震災から6年9か月たった2017年12月24日の放送中、「新宿DASH」で再度水のろ過装置作りに取り組んでいる様子が紹介されるのに合わせ、震災発生時のDASH村の様子などが放映されることとなった[22][23][24]。

### 山口達也の不祥事による影響
2018年4月25日、TOKIOメンバー（当時）山口達也の強制わいせつ事件が発覚。これにより5月13日放送分から当面の間、山口抜きの4人で番組を行うこととなった。その後、5月6日に山口はジャニーズ事務所を退所、翌7日に山口の降板が正式に発表された。
山口降板後初回となった5月13日の放送は、日本テレビの公式HPにある番組表に「それはまるで、突然の豪雨。行き場を無くし、立ち尽くしたまま、言葉さえ失ってしまったような気がした。それでも…男たちはまた、動き出す」という意味深長ともとれる文言が記載され注目を集めた。番組内では事件に対する直接的な言及こそなかったものの、「新宿DASH」「DASH海岸」「DASH島」等の企画が事件発覚後も前に向かって動き続けていることが紹介されたほか、DASH島開拓開始以来の歴史を振り返るVTRが山口を編集で消す形で放送。DASH島では長瀬が反射炉建設を指導する職人たちに謝罪すると共に、事件発覚後も他の仕事で不在のTOKIOに代わり作業を進めていた番組スタッフを元気付ける場面もあった。また終盤には間近に迫った新男米の田植えをどうするのか、城島・国分・番組スタッフによる話し合いの模様がそのまま放送された後「DASH村」以来番組に協力している福島の農家のもとを城島が訪れ謝罪、すると逆に「明雄さんがいたら“大馬鹿者”と言われたかもしれないな。でも、まだまだこれから!大丈夫だ!」と激励される様子も紹介された。
ビデオリサーチ調べによるこの日の放送の平均視聴率は20.8%（関東地区）であり、瞬間最高は前述の城島が謝罪するシーンで記録した23.7%だった。
前述の通り、降板後は番組内で放送する過去映像から山口の姿は消されているか僅かに手や腕などが映り込む程度だが、声が流れることはある。また、2019年9月29日の放送で結婚を発表した城島が会見直前に三瓶明雄の墓前に報告した際、「6人目のTOKIO」と表現した部分で山口も含む6人が写った写真がそのまま放送されたことがあった。また、2021年3月の長瀬卒業回のラストで、城島がプロジェクションマッピングで4人の影絵を壁に映したところ5人に見えた際に、長瀬が「いいじゃん、どうせ5人なんだから」とコメントするといったやりとりも見られた。

### 本番組を騙った悪戯
番組の企画自体がチャレンジ系のものが多かったためか、2000年代まではしばしばチェーンメールのネタに使われることがあった。内容は大抵の場合、「番組の企画でメールがどこまで広まり、いつ同じ内容のメールが返ってくるか実験しているのでメールを数名に転送の協力をしてほしい」というものである。同番組は一度もそういった企画を行っておらず行う予定もないとコメントしており、一時期には番組の冒頭やエンディング間際や公式サイトに視聴者に対して注意を促していた。ちなみに『トリビアの泉 〜素晴らしきムダ知識〜』（フジテレビ系。2006年にレギュラー放送終了）でも同様の事案が起きている。

## 使用楽曲
- クライマックス時…Fable、Children（ともにロバート・マイルズ）
  - かつては対決企画のタイムリミット直前で頻繁に使用されていた。DASH村開始以降を境に徐々に使用頻度が減っていった。深夜時代から使われている。近年でも2019年3月3日放映分の回でクライマックスとして使用された。
- DASH村…DASH VILLAGE（TOKIO：-遥か-収録）
  - 他に Whatever、Wonderwall（OASIS）など、洋楽を中心に使用される。
- ソーラーカー 一筆書きで日本一周（放送終了）…男達のメロディー（SHŌGUN：TOKIOカバー版[33]）
  - 他に雨上がりの夜空に（RCサクセション）、狼少年ケンのテーマ（タイトルコール・イントロのみ）など、邦楽（J-POP）を中心に使用される（TOKIO自身の楽曲はあまり使用されない）。
- 茂子の節約家族…三百六十五歩のマーチ（水前寺清子 イントロのみ）
- DASH海岸…-遥か-（TOKIO:シングルとして発売中）初期の頃に使用されていた。2012年以降は全く使用されなくなったが、2021年3月28日の放送で久々に使用された。
- ご当地バイト…働く男（PUFFYによるカバー版）
- DASH島…天国の島（佐藤博昭、全日本吹奏楽コンクール2011年課題曲II）
- 新宿DASH…Contact（Daft Punk）
- つれたか丸（放送終了）…いとしのレイラ（エリック・クラプトン）
- 恐竜発掘プロジェクト（放送終了）…Paint It Black（ローリング・ストーンズ）
- 「機動戦士ガンダムUC」より「Unicorn」−新宿DASHなどで使用。
- 大河ドラマ「風林火山」のメインテーマ−DASH海岸などで使用。

### エンディングテーマ
エンディングテーマはTOKIOによる楽曲で『MAGIC CHANNEL』（放送開始以降） → 『Dash For The Dream』（1997年から） → 『何度も夢の中でくり返すラブソング』（ゴールデン進出後） → 『Dash For The Dream』と移り変わり、「DASH村」開始以降、スタジオ収録終了とほぼ同時期にエンディングテーマ自体が廃止された。

## ネット局・配信元
| 放送対象地域   | 放送局                    | 系列                                         | 放送日時           | ネット状況 |
| -------------- | ------------------------- | -------------------------------------------- | ------------------ | ---------- |
| 関東広域圏     | 日本テレビ（NTV）         | 日本テレビ系列                               | 日曜 19:00 - 19:58 | 制作局     |
| 北海道         | 札幌テレビ（STV）         | 日本テレビ系列                               | 日曜 19:00 - 19:58 | 同時ネット |
| 青森県         | 青森放送（RAB）           | 日本テレビ系列                               | 日曜 19:00 - 19:58 | 同時ネット |
| 岩手県         | テレビ岩手（TVI）         | 日本テレビ系列                               | 日曜 19:00 - 19:58 | 同時ネット |
| 宮城県         | ミヤギテレビ（MMT）       | 日本テレビ系列                               | 日曜 19:00 - 19:58 | 同時ネット |
| 秋田県         | 秋田放送（ABS）           | 日本テレビ系列                               | 日曜 19:00 - 19:58 | 同時ネット |
| 山形県         | 山形放送（YBC）           | 日本テレビ系列                               | 日曜 19:00 - 19:58 | 同時ネット |
| 福島県         | 福島中央テレビ（FCT）     | 日本テレビ系列                               | 日曜 19:00 - 19:58 | 同時ネット |
| 山梨県         | 山梨放送（YBS）           | 日本テレビ系列                               | 日曜 19:00 - 19:58 | 同時ネット |
| 新潟県         | テレビ新潟（TeNY）        | 日本テレビ系列                               | 日曜 19:00 - 19:58 | 同時ネット |
| 長野県         | テレビ信州（TSB）         | 日本テレビ系列                               | 日曜 19:00 - 19:58 | 同時ネット |
| 静岡県         | 静岡第一テレビ（SDT）     | 日本テレビ系列                               | 日曜 19:00 - 19:58 | 同時ネット |
| 富山県         | 北日本放送（KNB）         | 日本テレビ系列                               | 日曜 19:00 - 19:58 | 同時ネット |
| 石川県         | テレビ金沢（KTK）         | 日本テレビ系列                               | 日曜 19:00 - 19:58 | 同時ネット |
| 福井県         | 福井放送（FBC）           | 日本テレビ系列                               | 日曜 19:00 - 19:58 | 同時ネット |
| 中京広域圏     | 中京テレビ（CTV）         | 日本テレビ系列                               | 日曜 19:00 - 19:58 | 同時ネット |
| 近畿広域圏     | 読売テレビ（ytv）         | 日本テレビ系列                               | 日曜 19:00 - 19:58 | 同時ネット |
| 鳥取県・島根県 | 日本海テレビ（NKT）       | 日本テレビ系列                               | 日曜 19:00 - 19:58 | 同時ネット |
| 広島県         | 広島テレビ（HTV）         | 日本テレビ系列                               | 日曜 19:00 - 19:58 | 同時ネット |
| 山口県         | 山口放送（KRY）           | 日本テレビ系列                               | 日曜 19:00 - 19:58 | 同時ネット |
| 徳島県         | 四国放送（JRT）           | 日本テレビ系列                               | 日曜 19:00 - 19:58 | 同時ネット |
| 香川県・岡山県 | 西日本放送（RNC）         | 日本テレビ系列                               | 日曜 19:00 - 19:58 | 同時ネット |
| 愛媛県         | 南海放送（RNB）           | 日本テレビ系列                               | 日曜 19:00 - 19:58 | 同時ネット |
| 高知県         | 高知放送（RKC）           | 日本テレビ系列                               | 日曜 19:00 - 19:58 | 同時ネット |
| 福岡県         | 福岡放送（FBS）           | 日本テレビ系列                               | 日曜 19:00 - 19:58 | 同時ネット |
| 長崎県         | 長崎国際テレビ（NIB）     | 日本テレビ系列                               | 日曜 19:00 - 19:58 | 同時ネット |
| 熊本県         | くまもと県民テレビ（KKT） | 日本テレビ系列                               | 日曜 19:00 - 19:58 | 同時ネット |
| 鹿児島県       | 鹿児島読売テレビ（KYT）   | 日本テレビ系列                               | 日曜 19:00 - 19:58 | 同時ネット |
| 大分県         | テレビ大分（TOS）         | 日本テレビ系列 フジテレビ系列                | 日曜 19:00 - 19:58 | 同時ネット |
| 宮崎県         | テレビ宮崎（UMK）         | フジテレビ系列 日本テレビ系列 テレビ朝日系列 | 日曜 19:00 - 19:58 | 同時ネット |
| 沖縄県         | 沖縄テレビ（OTV）         | フジテレビ系列                               | 日曜 14:00 - 15:00 | 遅れネット |

- フジテレビ系列主体で日本テレビ系列・テレビ朝日系列とのクロスネット局のテレビ宮崎では放送日が『FNSの日』にあたる場合やFNS特別番組等を優先する場合は、当日もしくは後日振替放送を行う。
- 2017年10月22日は、日本テレビ系列フルネット28局にてサッカー中継に伴う特別編成のため、通常放送の前の18:35 - 18:55にローカルセールスの事前枠『ザ!鉄腕!DASH!!新宿の古池で見つけたナゾの種…ナゾの正体は?』を別途放送[注 47]。

### 配信元
- hulu・TVer : 2020年10月11日放送分から配信開始。

### 放送時間の変遷
| 期間    | 期間    | 放送時間（日本時間）        |
| ------- | ------- | --------------------------- |
| 1995.11 | 1997.09 | 木曜 23:25 - 23:55（30分）  |
| 1997.10 | 1998.03 | 月曜 23:45 - 翌0:15（30分） |
| 1998.04 | 1998.09 | 日曜 19:00 - 19:56（56分）  |
| 1998.10 | 現在    | 日曜 19:00 - 19:58（58分）  |

## 同番組のパロディ

### 鉄骨!DASH!!
一時期、千葉県木更津市にあるケーブルテレビ局（木更津ケーブルテレビ、現ジェイコム千葉木更津局）で同番組を真似した番組『鉄骨!DASH!!』のタイトルで放送されていた。1999年当時、木更津ケーブルテレビの31チャンネル（現在は廃止されている）で日曜日 17:30から放送。出演者はTOKIOメンバーそっくりのTOKIQ（トキキュー）で内容は本家（鉄腕）とほぼ同じだが、規模が小さくロケ地はほぼ千葉県内で完結していた。これは同番組でも企画の1つとして取り上げられ、最終的にはTOKIOとTOKIQが共演するまでに至った。

### 日本テレビでのパロディ
1997年（平成9年）8月の24時間テレビ 愛は地球を救う20ではこの年のマラソンランナーが山口であったため、出演番組であったDASHの24時間テレビ版として早朝4時台の2時間を「早朝!DASH!!」として放送した。出演者は福沢・研の司会コンビのほか24時間テレビ出演者数人。内容は以下の通り。
- 24時間各駅停車でどこまで行けるか?…東京ドームを午前4時にスタートし翌朝5時まで移動する。間寛平・間慎太郎親子と福沢・藤井恒久両アナウンサーが対決し、西日本ルートの寛平親子が勝利（最終到達地点は西日本が大分県国見町・北日本が北海道函館市）。
- 人間はどこまで速く走れるか?夢の050グランプリ…かつて山口が多くの競争をしてきた企画の別バージョン。短距離のスペシャリスト3人が15種の乗り物・動物などと対決。結果は人間の6勝9敗。
- 始発電車とリレーで対決!…レギュラー番組でお馴染みの「電車とリレー対決」。舞台は東武東上線成増駅であった。

これ以降も、24時間テレビ内でこの番組のスタッフが参加したり、この番組のフォーマットを踏襲したスペシャル企画がほぼ毎年のように放送されている。特にTOKIOがメインを張る年（メインパーソナリティー、あるいはメンバーがチャリティーマラソンランナーを担当する年）ではこれが顕著になる。

## ウルトラマンDASH
2011年から2020年の元日（1月1日）に『元日はTOKIO×嵐』の第1部としてウルトラマンとのコラボレーション番組『ウルトラマンDASH』が18:00 - 21:00に放送されていた。2013年までの正式名称は『3分間で奇跡を起こせ!ウルトラマンDASH』（さんぷんかんできせきをおこせウルトラマンダッシュ）であった。タイトルロゴも本家とは違い、DASHマンの部分はウルトラマンがスペシウム光線を構えるポーズが使用されている。
この番組では、至難の業とも言えるチャレンジに挑む超人を『ウルトラマン』に喩えて、番組によって決められた制限時間で挑戦するというもの。挑戦時間はカラータイマーのセグメント数字で表示され、カラータイマーの音声も『ウルトラマン』で使用されていた音源と同じものが使われている。
番組の企画自体は1996年から特番として放送されており、当初は同年1月5日に『制作費100億使い切り超大型スペシャル 史上最強のギャンブル新㊙︎究極の2択ゲーム』というタイトルで古舘伊知郎と永井美奈子を司会に「ヘリコプターでエンピツ削りが出来るか」「ライフルでダルマ落としができるか」「キャベツで冷蔵庫をぶち抜けるか」「40人でコンビニを食べ尽くせるか」「タクシーで中国までいくら」といった100億円の制作費ならではの大規模なチャレンジに、ギャンブラーのスタジオゲストが「できる」「できない」のどちらかに賭けるという趣旨の番組だった。その後、本番組に企画が移行しTOKIOが出演するようになってからは「超人列伝シリーズ」として放送。ここでも「ヘリコプターを操縦して、先端に取り付けた鉛筆を高層ビルにある鉛筆削りに差し込む」など世界トップレベルの技術を持った人物にバカバカしい挑戦をさせるもので、2004年の新年と年末には『スーパーマンDASH』と第した特別編として放送された。この時は『DASH村』開始以前のスタジオ収録が復活し、スタジオ収録時代に行っていたオープニングの演出も再現された。2009年1月には関東ローカルでこの2回を再編集した特番が放送された。2011年からは毎年元日に『ウルトラマンDASH』として放送されている。
2021年の元日（1月1日）は新型コロナウィルス感染症の影響で満足なロケが出来ないと判断した結果、『ウルトラマンDASH!!』に代わり、『2021年元日は「DASH」と「夜ふかし」』の第1部として『ザ!鉄腕!元日!DASH!!』と題して通常の企画のスペシャル版を放送した。
2022年の元日（1月1日）には『2022年元日は「ウルトラマンDASH」&「夜ふかし」&「キンプる。」』の第1部『ウルトラマンDASH』として2年ぶりに復活。放送時間も17:00 - 21:00と例年より1時間繰り上がり、4時間SPに拡大された。MCはTOKIOのメンバー3人（城島・国分・松岡）に加えて、本番組の常連ゲストである横山裕（関ジャニ∞）、岸優太（King & Prince）、森本慎太郎（SixTONES）、藤原丈一郎（なにわ男子）を加えた7人で担当する。
この番組の1コーナーとして制作されている「そっくりスイーツ」は後に海外向けに番組フォーマット輸出され、アメリカやオランダでもそれぞれ現地版が制作・放映されている。
2022年は元日に加えて、夏休み期間の同年8月7日にも放送することを7月に発表した。元日以外で『ウルトラマンDASH』が放映されるのは今回が初めてとなる。
2024年より日本テレビの元日特番は『上田と女が吠える夜』となり、『ウルトラマンDASH』は三が日明け最初の日曜日に放送されている。
2024年はパリオリンピックに合わせ、同年7月28日の通常放送内で『アスリート応援SP』と称し、『ウルトラマンDASH』のフォーマットに準じたスポーツ企画が放送された。通常放送でこの形式の企画が放送されたのは初めてである。

### スタッフ（ウルトラマンDASH）
2025年1月5日放送分
- 構成：加藤淳一郎／石毛義明、山形遼介
- ナレーター：平野義和、大塚明夫
- 美術プロデューサー：高塚敏史、松崎純一
- 美術協力：日テレアート
- CG：キャニットG
- TK：塚越倫子
- 音効：クォン・ジンホ、佐伯綾乃
- 編集：篠崎稔・中嶋健太（スタジオWELT、篠崎→一時離脱→復帰）、神崎拓也（ヌーベルメディア）、平池優太（ヌーベルアージュ）
- MA：横井秀也（一時離脱→復帰）
- リサーチ：高森雄幸
- ロケ技術：LEZOC Inc.
- ロケ美術：小美野淳一（TACT）、小林慎典
- 協力：円谷プロダクション
- ロケ協力：東京ロケーションボックス・東京都、ダイビル株式会社
- 資料協力：アフロ ほか
- デスク：山中いづみ、酒井しのぶ
- 制作スタッフ：吉川亘、志水日向、島田将一郎、友利祐城、喜多潤哉、神田菜月、半澤優依、熊谷悠星
- ディレクター︰青木祐太・内村貴徳（IVSテレビ制作）、橋本雄太、阿部雄大、松田敦、坂口英雄、森脇翼、赤坂康一（フリーピット）
- 演出：水沼保和（IVSテレビ制作、以前はディレクター）
- 総合演出：中村秀樹（IVSテレビ制作）
- プロデューサー：藤崎一成、池山愛奈／萩原朋子・齋藤慎一・杉山剛・榎本早希（IVSテレビ制作、榎本→2020年はAP►2024年は制作スタッフ、杉山→以前は制作スタッフ）
- チーフプロデューサー：島田総一郎（以前はプロデューサー►統轄プロデューサー）
- 制作協力：IVSテレビ制作
- 製作著作：日本テレビ

過去のスタッフ
- ナレーター：小林清志、広中雅志、小山力也
- 構成︰塚本翔太、エモペイ
- TM：古井戸博、佐治佳一、石塚功、新名大作、佐藤勝義
- SW：北折雅人
- CAM：山内剛、奥村誠久
- VE：佐久間治雄、宮崎要裕
- 音声：山口直樹
- 照明：千葉雄
- 美術プロデューサー：葛西剛太、高野泰人、櫻場千尋
- デザイン：田澤奈津美、熊崎真知子
- 大道具：下吉克明
- 小道具：林孝一
- 編集：都築嵩史（スタジオWELT）
- MA︰長田浩幸
- リサーチ：古谷悠、原口雄多・森祐介（スコープ）、吉田浩、酒井俊典、北田昌士、西塔徹成
- ロケ技術：SWISH JAPAN、NiTRo、fmt
- ロケ美術：落合竜司（ジーケン・アート）、内藤雄一郎、細川俊輔、山本惇平、山内崇司
- ロケ協力：
  - 2020年：台東区フィルム・コミッション、墨田区、すみだフィルムコミッション、中野セントラルパーク、J.S. PANCAKE CAFE 中野セントラルパーク店、大阪フィルム・ガウンシル、伊豆急行、東伊豆町観光商工課、シャボテン公園、民宿うおはま、フィルムコミッション伊豆、フロンティアスピリッツ
  - 2022年：横須賀市、フィールドサービス、テラスモール松戸、グッドスケート、有限会社レッドホット、蒲郡市、UR都市機構、URコミュニティ
  - 2024年：新光重機株式会社
- ロケ美術協力：横浜レンタル、真野背景
- 衣装制作：吉野美咲
- 衣裳協力：Charcoal、SANDINISTA MFG.、REDYAZEL、La boutique BonBon、grasse、AIMER
- デスク：岩渕里奈
- 制作スタッフ：原口拓実、青木泰大、越野竜矢、山下進之介、坂本佑哉、青柳圭汰、清水翔、伊東風香、池田泰暉、熊野幹也、佐藤史弥、亀澤竜馬、神田真穂、須網敦也、新井布由人、水江真太郎、村山友美、田中あいる、久保田麗華、佐々木渓、荻巣和也、水本夏希
- ディレクター：渡部一貴・北村朋広（IVSテレビ制作）、財津猛（アンメック）、田村秋男、黒本宏希、三浦洋平、佐藤康弘、齊藤篤史、土方雄介、木村綾乃、甲斐康道、加藤大輝、高戸大悟、宮田亮慶、藤井美音
- プロデューサー：西川宏一、福田一寛、笹部智大、宮崎慶洋、田中俊光／笠井彩（IVSテレビ制作）、石井伸幸（フリーピット）、田中慶（ロジックエンターテインメント）、大本慎太郎
- チーフプロデューサー：菅賢治、加藤幸二郎、道坂忠久（実成・道坂→以前はプロデューサー）、清水星人（清水→監修）

## ザ!鉄腕!元日!DASH!!
2021年の元日（1月1日）新型コロナウィルス感染症の影響で満足なロケが出来ないと判断した結果、前年まで放送されていた『ウルトラマンDASH!!』に代わり、『2021年元日は「DASH」と「夜ふかし」』の第1部として『ザ!鉄腕!元日!DASH!!』と題して通常の企画のスペシャル版を放送した。
2023年の元日（1月1日）は『2023年元日は「DASH」&「夜ふかし」&「キンプる。」』の第1部『ザ!鉄腕!元日!DASH!!』として2021年以来2年ぶりに復活。